# Chris Götte
Christiaan Adriaan (Chris) Götte (Haarlem, 22 december 1962 – Middelburg, 17 maart 2001) was een Nederlands drummer. Hij speelde vanaf 1997 tot zijn overlijden in 2001 bij de Nederlandse band BLØF.

## Biografie
Götte drumde al van jongs af aan. Op zijn zeventiende verhuisde hij van Haarlem naar Kapelle in Zeeland. Door zijn werk bij een muziekhandel in Kapelle werd hij een bekende van diverse Zeeuwse muzikanten. Jarenlang speelde Götte in allerlei coverbands. Halverwege de jaren 90 leerde hij via dat circuit ook Paskal Jakobsen en Bas Kennis van BLØF kennen. Toen bij BLØF in september 1997 de drumkruk vrijkwam, bleek Chris de aangewezen persoon om die in te nemen.

## Doorbraak
Met het lied Liefs uit Londen kwam de doorbraak voor BLØF. Daarmee dook Götte samen met de rest van de groep in het turbulente bestaan van een succesvolle band. Zo kon hij steeds minder de activiteiten van de band combineren met zijn werk in de muziekwinkel. Daar stopte hij dan ook eind 1998 mee. In het begin van het opvolgende jaar drumde hij voor het eerst een volledig album met BLØF: Boven, dat jaar verschenen. Ook is hij te horen op het vierde album Watermakers uit 2000.
Er ontstond mede door zijn bekendheid bij BLØF contact met sportpresentator Dione de Graaff, met wie hij een relatie kreeg.

## (Na het) overlijden
Na een optreden in Ahoy begin 2001 begon de band aan zijn tweede theatertournee. Halverwege de tour, op 17 maart, stond er een concert in Schiedam op het programma. Op de middag voor het optreden kwam Götte bij een motorongeval even buiten Middelburg op 38-jarige leeftijd om het leven. Op 22 maart werd er in de Zeelandhallen in Goes een herdenkingsdienst voor hem gehouden. Na de bijeenkomst werd Götte in besloten kring begraven in zijn woonplaats Kapelle.

### Eerbetoon
Op donderdag 22 maart 2001 om 8:45 werd het nummer "Harder dan ik hebben kan" door 9 verschillende nationale radiostations, een groot aantal regionale en lokale zenders en 3 muziektelevisiezenders, tegelijkertijd gedraaid. Het overlijden van Götte viel de makers "Harder dan ze hebben konden".
Het concert in Ahoy' begin 2001 werd uitgegeven op cd in beperkte oplage (50.000 stuks). De opbrengst van deze cd ging naar de stichting War Child.
Het album Blauwe ruis uit 2002 is opgedragen aan Götte.
15 jaar na het overlijden van Götte, hielden zijn oud collega's van BLØF op 12 mei 2016 een concert in het Arsenaaltheater in Vlissingen. De avond werd enkel gevuld met nummers die vóór het overlijden van de drummer waren uitgebracht.
Bandleden:

Paskal Jakobsen · Peter Slager · Bas Kennis · Norman Bonink (voormalig: Henk Tjoonk, Chris Götte)

Discografie: